# Vragenrecht
Het vragenrecht is een recht van leden van vertegenwoordigende organen zoals de Nederlandse Staten-Generaal, Provinciale Staten en gemeenteraden. Het vragenrecht is een van de vier rechten die vallen onder het recht op informatie.
Veelal wordt onderscheid gemaakt tussen de mogelijkheid om schriftelijke vragen te stellen, of mondelinge vragen. Deze laatste worden vaak in een speciaal vragenuurtje gepland, en handelen veelal over zeer actuele zaken. Voor meer technische zaken zijn schriftelijke vragen het geëigende middel.
Het vragenrecht in de Nederlandse Staten-Generaal kennen we als de zogenoemde Kamervragen. Alle Kamerleden kunnen ministers vragen stellen, dat kan schriftelijk of mondeling. Vragen mogen in principe niet tot een debat leiden, het gaat alleen om het verkrijgen van informatie. Een vraag kan weleens tot een debat leiden, maar zo'n debat moet dan apart worden aangevraagd. Veel Kamervragen worden vandaag de dag gesteld naar aanleiding van publicaties in de media. De vragen moeten door de desbetreffende minister worden beantwoord.